# Thomas Wentworth-Fitzwilliam (10e comte Fitzwilliam)
William Thomas George Wentworth-Fitzwilliam, 10e comte Fitzwilliam (28 mai 1904-21 septembre 1979), connu sous le nom de Tom, de Wentworth Woodhouse, près de Rotherham, Yorkshire (la plus grande résidence privée d'Angleterre) et de Milton Hall, Peterborough (la plus grande maison dans le Cambridgeshire), est un pair britannique. Il est le patron de 33 Livings. Il est mort sans descendance et le comté s'est éteint.

## Biographie
Il est le fils et l'héritier de George Charles Wentworth-Fitzwilliam, fils de George Wentworth-Fitzwilliam, député, troisième fils de Charles Wentworth-Fitzwilliam (5e comte Fitzwilliam) (1786–1857). Sa mère est Evelyn Lyster, fille de Charles Stephen Lyster.
Il fait ses études au Collège d'Eton dans des maisons dirigées par Reginald Saumarez de Havilland et Clement James Mellish Adie. En 1923, il étudie au Magdalene College, Cambridge. Il est nommé juge de paix pour Peterborough.
Le 3 avril 1956, il épouse Joyce Elizabeth Mary Langdale (25 avril 1898 - 7 juin 1995) de Houghton Hall, Yorkshire. Elle a déjà été mariée à Henry FitzAlan-Howard, 2e vicomte FitzAlan de Derwent (1883–1962), dont elle a divorcé en 1955. Elle est décédée en 1995 à son domicile de Peterborough.
Il est décédé en 1979 à Wentworth Woodhouse ne laissant aucun enfant de son mariage. 